# Eurofestival
Het Eurofestival is een internationaal festival voor jeugdharmonie- en fanfareorkesten. Het festival vindt jaarlijks plaats in Heel, Limburg. Het Eurofestival 2013 heeft plaatsgevonden op 6 april en 7 april 2013.

## Opzet
Het Eurofestival heeft een doelstelling die afwijkt van muziekconcoursen. Hoewel het Eurofestival een platform biedt voor jeugd- en opleidingsorkesten om in een festival omgeving te musiceren, is er geen sprake van een concours. De deelnemende orkesten krijgen geen puntenwaardering toegekend door de jury, maar een positieve beoordeling. De gedachtegang achter deze niet-standaard opzet is dat jeugd- en opleidingsorkesten moeilijk met elkaar te vergelijken zijn door de grote mate van verschillen in de opbouw van leeftijd en niveau van de orkesten. Omdat er geen punten worden toegekend aan de deelnemende orkesten zijn er ook geen prijzen te winnen. Wel wordt er elke festivaldag een "meest veelbelovend" orkest gekozen door de jury. Dit hoeft niet het orkest te zijn dat het beste gemusiceerd heeft, maar is het orkest waar de jury in de huidige bezetting het meeste groeipotentiaal in ziet.
In 2012 is voor de eerste keer in de geschiedenis van het festival ervoor gekozen om ook een workshop naast de podium optredens te organiseren.

## Geschiedenis
Het allereerste jeugdfestival werd gehouden in 1998. Op 3 oktober 2001 werd in het bijzijn van notaris Dietz de Stichting Eurofestival opgericht.
De organisatie van het festival heeft als doel om nationale en internationale jeugdorkesten de kans te geven op een professioneel podium ervaring op te doen. De jury beoordeelt met positieve kritiek en een predicaat als 'voldoende', 'goed' etc.
In 2000 werd er voor het eerst een cd opgenomen van alle optredens op het Eurofestival. Tussen 2007 en 2011 werd het Eurofestival live uitgezonden op internet. Tussen 2008 en 2011 werd het festival ook op video vastgelegd door een eigen videoproductieteam, dat ook uit jeugdige vrijwilligers bestond.